# Alexander von Spitz
Peter Alexander Spitz, seit 1886 von Spitz (* 1. November 1832 in Bonn; † 31. Juli 1910 in Berlin) war ein preußischer General der Infanterie.

## Leben

### Herkunft
Er war der Sohn von Josef Spitz († 1861) und dessen Ehefrau Eleonore, geborene Lippe (1800–1871). Sein Vater war Hofrat und Quästor an der Universität Bonn. Der spätere preußische Generalleutnant Wilhelm von Spitz (1836–1910) war sein jüngerer Bruder.

### Militärkarriere
Spitz besuchte das Herrnhuter Institut in Neuwied und das Gymnasium in seiner Heimatstadt. Am 1. Oktober 1851 trat er als Einjährig-Freiwilliger in die 8. Artillerie-Brigade der Preußischen Armee in Koblenz ein. Im Mai des Folgejahres wechselt er zur Infanterie über und kam in das 29. Infanterie-Regiment. Hier wurde Spitz am 8. November 1853 zum Sekondeleutnant befördert. Im Juni/Juli 1855 war er zu Ausbildungszwecken zur 8. Pionier-Abteilung kommandiert. Am 1. Januar 1859 wurde Spitz Adjutant des II. Bataillons im 29. Landwehr-Regiment in Andernach. Im Zuge der Neuorganisation der Armee kam er am 1. Juli 1860 in das 7. Rheinische Infanterie-Regiment (Nr. 69) nach Simmern, wo er am 17. Oktober 1860 zum Premierleutnant befördert wurde. Mit seinem Regiment nahm Spitz 1866 während des Krieges gegen Österreich an den Schlachten von Münchengrätz und Königgrätz teil.
Nach dem Friedensschluss avancierte Spitz Ende Oktober 1866 zum Hauptmann und Kompaniechef. Bei der Mobilmachung anlässlich des Krieges gegen Frankreich wurde er zum Ersatzbataillon des Regiments versetzt und am 15. Dezember 1870 zum Adjutanten beim Generalkommando am Rhein ernannt. Anfang Mai 1871 folgte seine Kommandierung zum Büro des Stellvertretenden Generalkommandos des VIII. Armee-Korps und Mitte Juli wurde Spitz Adjutant beim Gouvernement in Mainz. Mit Patent vom 16. August 1866 folgte am 25. März 1873 unter zeitgleicher Versetzung in das 2. Posensche Infanterie-Regiment Nr. 19 seine Kommandierung als Adjutant zur 13. Division in Münster. Mitte Oktober 1873 trat er dann als Major und Adjutant zum Generalkommando des I. Armee-Korps in Königsberg über. Am 16. April 1874 kommandierte man ihn zum Kriegsministerium in das Departement für das Invalidenwesen. Nach sechs Monaten wurde er hierher versetzt und fungierte in der Folgezeit als Referent sowie Abteilungschef. Wilhelm I. erhob Spitz am 19. Juni 1886 in den erblichen preußischen Adelsstand.
Spitz avancierte weiter und stieg schließlich am 22. Juni 1889 zum Direktor des Departements auf. Eine Stellung, die er bis zu seiner Verabschiedung bekleiden sollte. Zugleich war er ab 26. Januar 1891 auch als stellvertretender Bevollmächtigter zum Bundesrat tätig. In Genehmigung seines Abschiedsgesuches wurde Spitz am 18. April 1896 unter Verleihung des Charakters als General der Infanterie mit der gesetzlichen Pension zur Disposition gestellt. Kurz darauf entband man ihn am 10. Mai 1896 auch von seiner Stellung zum Bundesrat.
Nach seiner Verabschiedung übernahm Spitz den Vorsitz im Deutschen Kriegerbund. Mit der Gründung des Preußischen Landeskriegerverbandes am 1. Januar 1899 und des Kyffhäuserbundes am 1. Januar 1900 war Spitz bis zu seinem Tode erster Vorsitzender beider Verbände. Anlässlich seines 50-jährigen Dienstjubiläums verlieh Wilhelm II. ihm am 1. Oktober 1901 die Uniform des 7. Rheinischen Infanterie-Regiments Nr. 69. Außerdem würdigte der König Spitz im Jahr darauf durch die Verleihung des Großkreuzes des Roten Adlerordens. Nach seinem Tod wurde er am 3. August 1910 auf dem Invalidenfriedhof in Berlin beigesetzt.

### Familie
Spitz hatte sich am 20. Februar 1862 in Koblenz mit Valeska von Windheim (1841–1912) verheiratet. Aus der Ehe gingen die beiden Söhne Ernst Alexander Maria (* 1863) und Wilhelm Maria Alexander (* 1865) hervor.